# Dabar (Szlovákia)
Dabar (1899-ig Dobrocs, szlovákul: Dobroč) község  Szlovákiában, a Besztercebányai kerületben, a Losonci járásban.

## Fekvése
Losonctól 19 km-re, északnyugatra fekszik.

## Élővilága

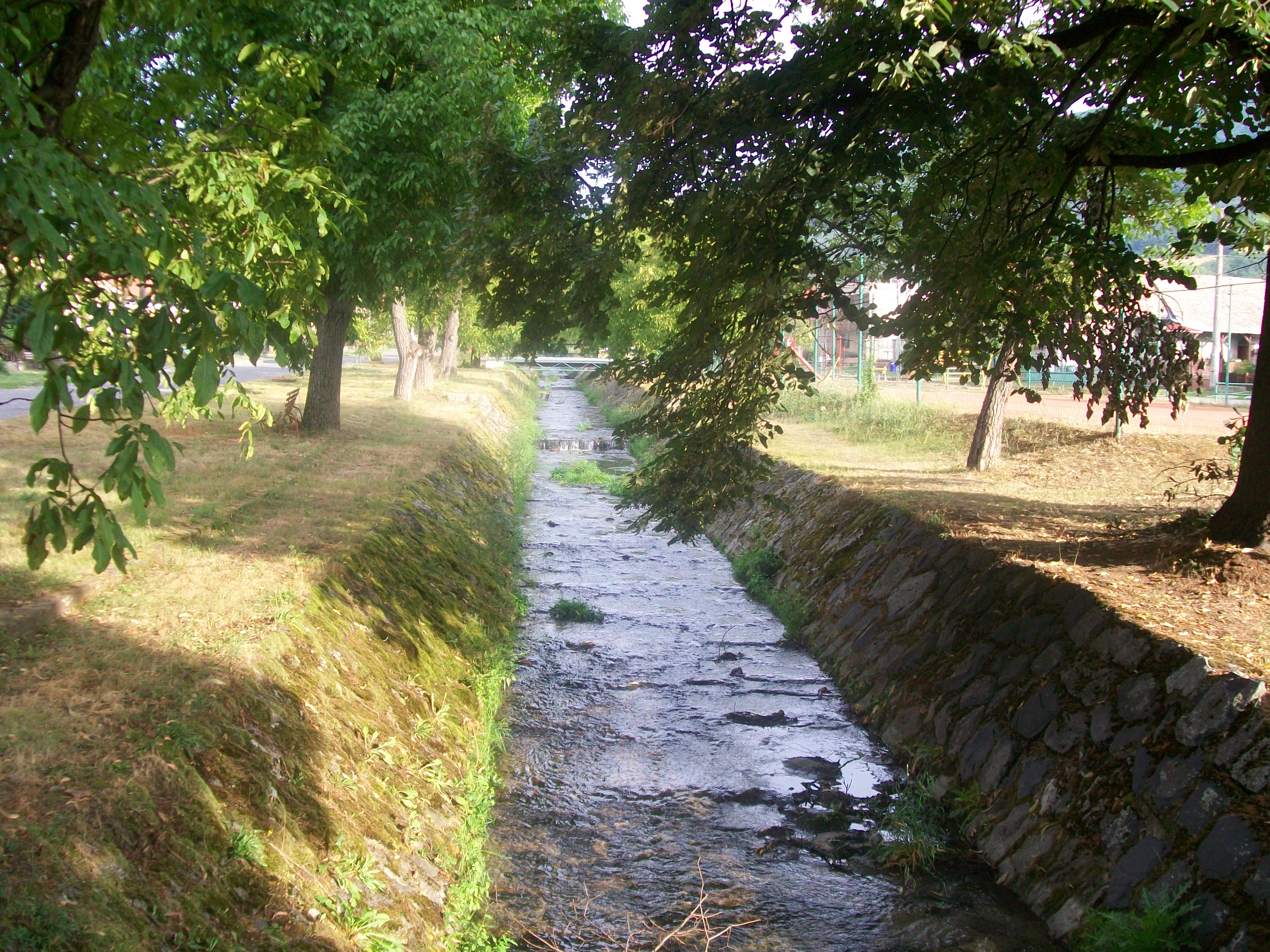

A faluban két gólyafészek volt korábban, jelenleg csak egy alátét található itt.

## Története
A falu valószínűleg a 13. század előtt keletkezett, temploma a tatárjárást követően épült. 1393-ban „Dobrocha” néven említik először, a divényi váruradalom része volt. A 15. század közepén a husziták – mivel a templom stratégiai helyzeténél fogva kedvező helyen állt – védelmi célokra alakították át és megerősítették. A falu földesurai a Széchyek, a Balassák és a Losoncziak voltak. 1469-ben Hunyadi Mátyás a divényi uradalom többi településével együtt hívének, Országh Mihálynak adta, majd az 1470-es években a Nádasdyaké lett. Nádasdy János lányának, Katalinnak halála után a birtok a királyra szállt, aki 1535-ben Várdai Pál esztergomi érseknek adományozta. 1553-ban Dobrocsnak 13 adófizető portája volt.
A 16. század második felében a község a magyar–török végvári harcok határvonalára került. Gyakran érték rajtaütések, majd 1575 és 1593 között Divény várával együtt a hódoltság része lett. 1624-ben, 1657-ben és 1660-ban is Divény tartozékaként említi oklevél. 1686-ban a császár a divényi uradalmat 53 ezer aranyért Zichy Istvánnak adta. 1696-ban Dobrocs területén két malom működött, sörfőzdéje és pálinkafőzdéje volt. 1715-ben 11 parasztház és 2 zsellérház állt a faluban, ebből 10 szlovák és 3 magyar. A község pecsétje 1733-ból való. 1770-ben a Balassa, Révay, Haller, Fáy, Rakovszky, Okolicsányi, Orczy és Zichy családok a főbb birtokosai. 1787-ben 564-en lakták, 60 házában 95 család élt. Lakói főként mezőgazdaságból éltek.
Vályi András szerint: „DOBROCS. Tót falu Nógrád Vármegyében, birtokosai Gróf Balassa, Gróf Zichy, és más Uraságok, lakosai katolikusok, fekszik Divinynek szomszédságában, ’s ennek filiája, határja soványas, fája tűzre, és épűletre elég, más egyéb tulajdonságaira nézve, középszerű lévén, noha folyó patakjai is vagynak, második Osztálybéli.”
Fényes Elek szerint: „Dobrocs, tót falu, Nógrád vgyében, magas hegyekkel környezett szük völgyben, Divénytől 1/4, ut. p. Losoncztól 2 1/4 mfd. távolságra. Határa 6361 hold, mellyből belsőség 40 hold, szántó 4357, rét 803, erdő 1062, legelő és köves tér 99 hold. Tulajdonképeni majorság itt csak az erdő, melly cseplyés; de van a lakosok kezén 3919 irtványi szántóföld és 730 hold rét, a többi urbériség. Földje a völgyben agyagos, vadvizes és köves. A hegyi levegő éles hideg. Termékek: rozs, árpa, zab, burgonya, ázalék; a hegyeken különféle gyógyszerészi füvek; ásványból: a völgyekben trachyt, kevés mészkő, békasó, és a hegyeken itt ott gránit. A juhtenyésztés nagy virágzásban van. Lakja e falut 915 evang., 143 katholikus. Az evang. anyatemplom kőfallal keritett s goth izlésben áll egy tölgy s nyirfákkal koszoruzott hegytetőn, s már messzire látható. Hajdan a templariusok zárdájának kápolnája volt, maga a zárda a hegyoldalon terült el, mint a romok mutatják. A helység birtokosai: a divényi senioralis uradalom, özv. b. Orczy Józsefnő, gr. Zichy József, b. Balassa Sándor, gr. Kálnoky Gusztáv, Péchy Ambrus, gr. Pongrácz Borbála, gr. Eszterházy Ferencz, Fáy Zsuzsánna és b. Prónay Agnes.”
Nógrád vármegye monográfiája szerint: „Dabar. (Azelőtt Dobrocs.) A vármegye legfelsőbb részén fekvő kisközség. Házainak száma 243, lakosaié 1540, a kik kevés kivétellel tótok s róm. kath. és ág. ev. vallásúak. Postája Vámosfalva, távírója és vasúti állomása Lónyabánya. 1467-ben Divény várának tartozékai között szerepel. 1548-ban Balassa Zsigmond birtokában találjuk. 1660-ban is a divényi uradalomhoz tartozott. 1715-ben 3 magyar és 10 tót, 1720-ban pedig két magyar és 19 tót háztartást írtak benne össze. 1770-ben, az úrbéri rendezés alkalmával, báró Balassa László, gróf Balassa Pál, báró Révay László, Ráday Gedeon, báró Haller Samu, Fáy László, Rakovszky József, Okolicsányi Antal és József, báró Orczy Lőrincz és gróf Zichy Ferencz voltak a helység földesurai. A XIX. század első felében a gróf Zichy és a báró Balassa családok birtokában találjuk. Az evangélikus templom a XIV. századból való. Magas hegytetőn, Dabar és Námfalu között fekszik, magas fákkal és czinteremmel körülvéve. Bejárata gótikus és az egyik oldalán kis gótikus ablak látható. Belsejében a mennyezet XVII. századbeli díszesen festett fatáblákból áll. A különálló, fából emelt harangtorony is egyike a legrégibbeknek. A határban még egy templomnak a nyomai láthatók, melynél egy beomlott földalatti folyosóra akadunk s ez, a hagyomány szerint, a hegyen épült templomba vezetett, melyen át a pálos-szerzetesek jártak egyik templomból a másikba. Ilyen földalatti folyosó állítólag a harangtoronyból is vezetett a templomba. Ide tartoznak: Dabarhegy-, Herman-, Jávorhegy-, Kacskóhegy-, Mélyvölgy-, Nagyvölgy-, Nyiróvölgy-, Nyirjes-, Peres-, Sashegy- és Választóvölgy-irtványok.”
A trianoni békeszerződésig területe Nógrád vármegye Losonci járásához tartozott.

## Népessége
| Év:            | 1994. | 2004.   | 2014.   | 2024.   |
| -------------- | ----- | ------- | ------- | ------- |
| Emberek száma: | 714   | 680     | 642     | 598     |
| Eltérés:       |       | -4,76 % | -5,58 % | -6,85 % |

| Év:            | 2023. | 2024.   |
| -------------- | ----- | ------- |
| Emberek száma: | 596   | 598     |
| Eltérés:       |       | +0,33 % |

1890-ben 1208 lakosából 1142 szlovák és 54 magyar anyanyelvű volt.
1910-ben 1540 lakosából 1522 szlovák és 18 magyar anyanyelvű volt.
2001-ben 698 lakosából 692 szlovák volt.
2011-ben 650 lakosából 618 szlovák volt.
2021-ben 596 lakosából 3 (+1) magyar, 577 (+2) szlovák, 5 egyéb és 11 ismeretlen nemzetiségű volt.

## Nevezetességei

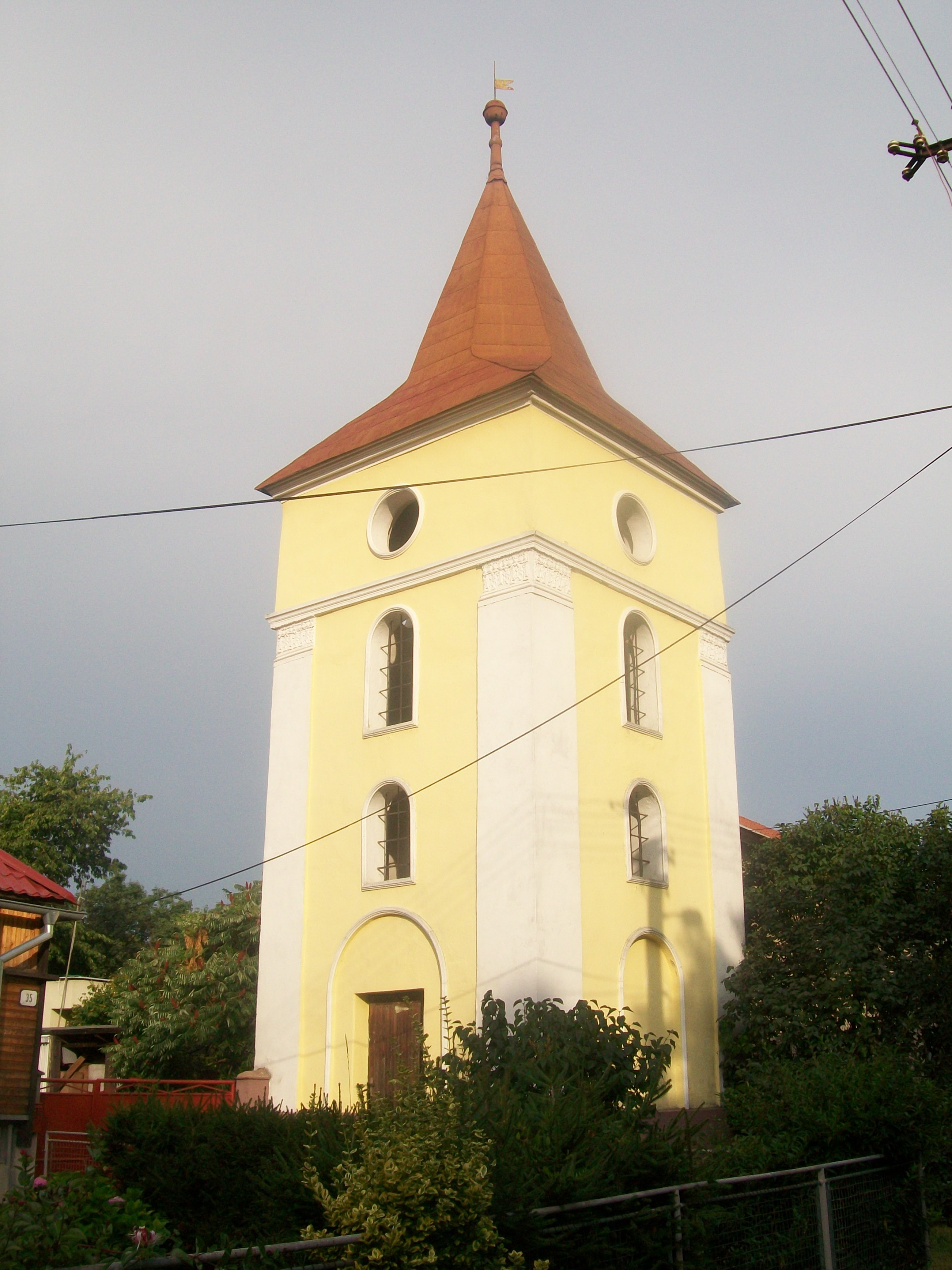
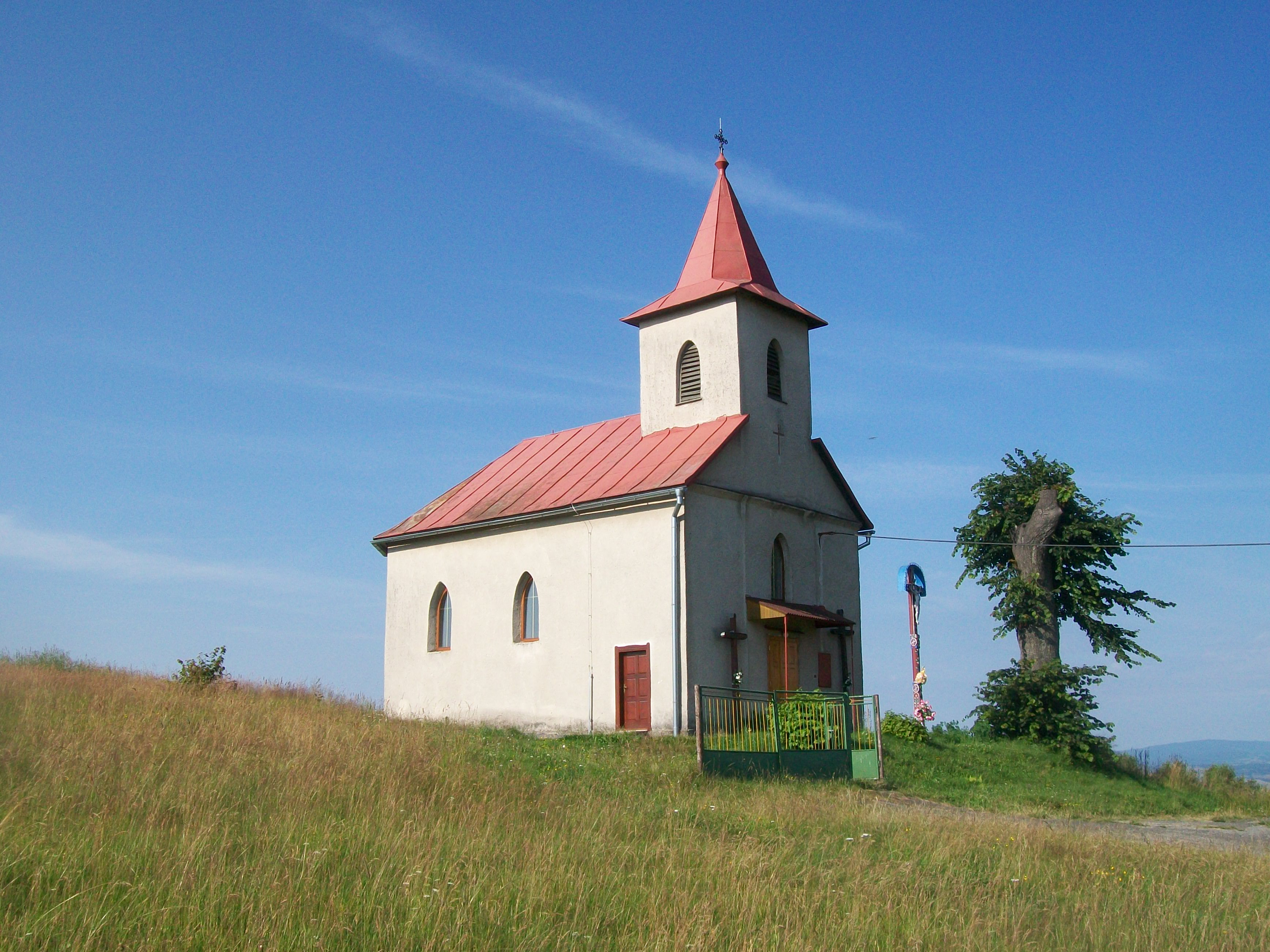

- Vámosfalva felé eső határrészén, egy dombon áll a tatárjárás után épített templom. A 17. században újjáépítették, a 19. században renoválták. Harangtornya a 18. század második felében épült. A templomot ma is védőfal övezi.
- Nevezetessége az 1000 m magasan húzódó dobrocsi őserdő, több száz éves fenyő és bükkfáival.